# كالفي، اوت-كورس
كالفي، هو البلدية في هوت كورس قسم من فرنسا في جزيرة كورسيكا.
إنه مقر كانتون كالفي، الذي يضم كالفي وبلدية أخرى، لوميو. كالفي هي أيضًا عاصمة مقاطعة كالفي، التي تضم، إلى جانب كانتونكالفي، ثلاثة كانتونات أخرى: ليل روس، وبلجودر، وكالنزانا. يقع مقر فوج المظلات الأجنبي الثاني (دوزيم ريب) التابع للفيلق الأجنبي الفرنسي في قلعة كالفي.

وفقًا للأسطورة، من المفترض أن كريستوفر كولومبوس جاء من كالفي، التي كانت في ذلك الوقت جزءًا من إمبراطورية جنوة. نظرًا لأن العناصر التخريبية في الجزيرة غالبًا ما أعطت سكانها سمعة سيئة، فقد كان من المتوقع أن يخفي مسقط رأسه بالضبط.

## جغرافية

منظر بانورامي لكالفي وخليجها من نوتردام دي لا سيرا

تقع كالفي على الساحل الشمالي الغربي لجزيرة كورسيكا، 95 كيلومتر (59 ميل) من باستيا و24 كيلومتر (15 ميل) من L'Île-Rousse. إنها خامس أكبر بلدية في كورسيكا؛ ومع ذلك، فإن الدائرة هي الأصغر.

## مناخ
| البيانات المناخية لـ{{{location}}} | البيانات المناخية لـ{{{location}}} | البيانات المناخية لـ{{{location}}} | البيانات المناخية لـ{{{location}}} | البيانات المناخية لـ{{{location}}} | البيانات المناخية لـ{{{location}}} | البيانات المناخية لـ{{{location}}} | البيانات المناخية لـ{{{location}}} | البيانات المناخية لـ{{{location}}} | البيانات المناخية لـ{{{location}}} | البيانات المناخية لـ{{{location}}} | البيانات المناخية لـ{{{location}}} | البيانات المناخية لـ{{{location}}} | البيانات المناخية لـ{{{location}}} |
| الشهر                              | يناير                              | فبراير                             | مارس                               | أبريل                              | مايو                               | يونيو                              | يوليو                              | أغسطس                              | سبتمبر                             | أكتوبر                             | نوفمبر                             | ديسمبر                             | المعدل السنوي                      |
| ---------------------------------- | ---------------------------------- | ---------------------------------- | ---------------------------------- | ---------------------------------- | ---------------------------------- | ---------------------------------- | ---------------------------------- | ---------------------------------- | ---------------------------------- | ---------------------------------- | ---------------------------------- | ---------------------------------- | ---------------------------------- |
| [بحاجة لمصدر]                      |                                    |                                    |                                    |                                    |                                    |                                    |                                    |                                    |                                    |                                    |                                    |                                    |                                    |

## التاريخ
كان شعار «كالفي سمبر فيديليس» («كالفي المؤمنين دائمًا») يشير في الأصل إلى ولائه لجمهورية جنوة. أنشأت الجمهورية هناك مركز مدينة مغلق (بريسيد) في عام 1278، وبنت قلعة جديدة في عام 1491 لمواجهة تقنيات المدفعية الجديدة.
خلال الحرب مع فرنسا الثورية، استولت القوات البريطانية بقيادة الأدميرال نيلسون والفريق تشارلز ستيوارت على المدينة في حصار كالفي. خلال قصف كالفي، أصيب نيلسون بالإصابة التي كلفته عينه.

## الاقتصاد

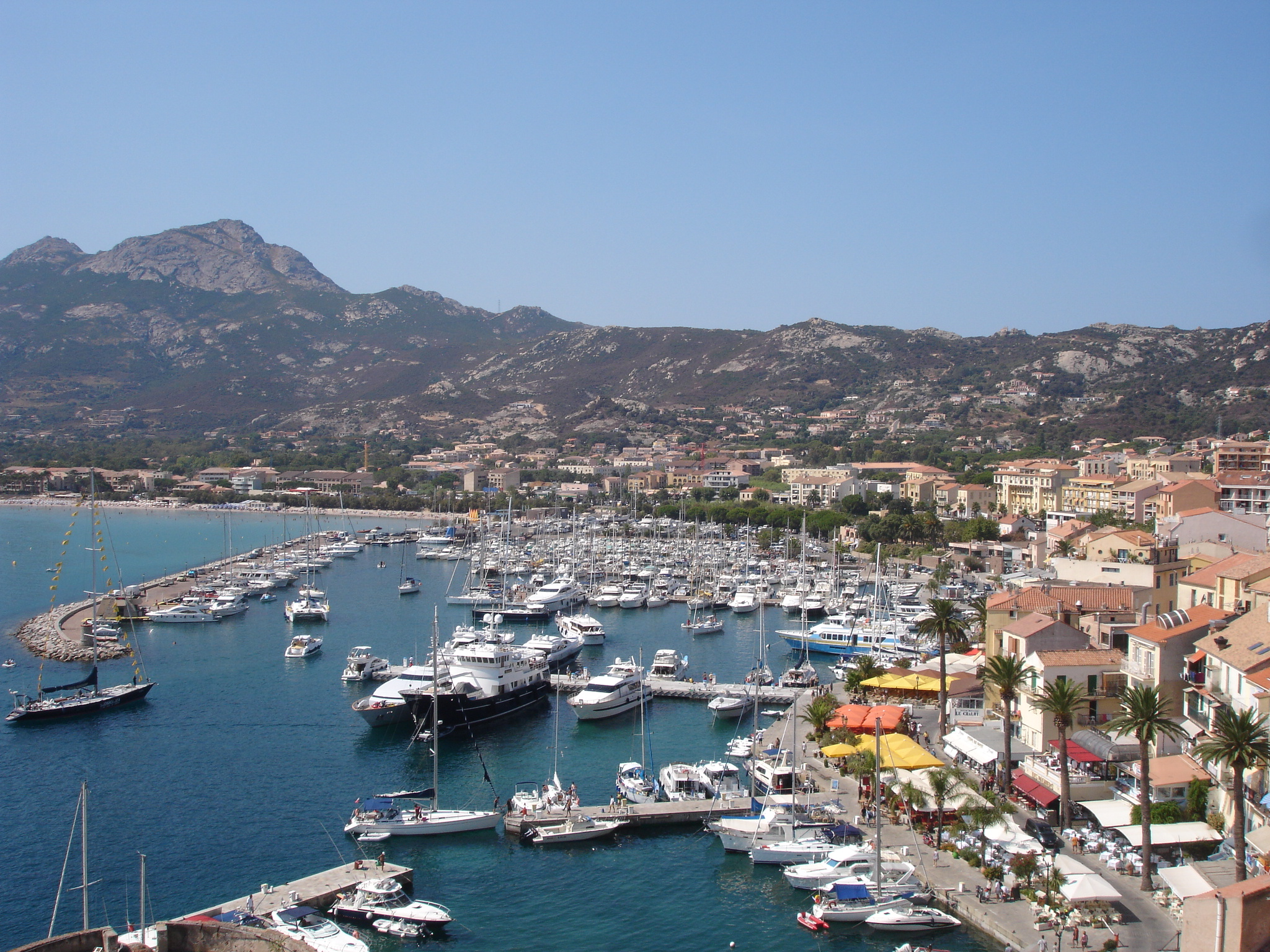
ميناء كالفي

يعتمد اقتصاد كالفي أساسًا على السياحة الصيفية، التي بدأت في عام 1950 بسبب الجهود الرائدة لفلاديمير رايتز. يخدم كالفي مطار كالفي الدولي - سانت كاترين، وميناء كزافييه كولونا، وخط سكة حديد إلى ليل روس وبونتي ليتشيا، حيث يتصل بالخط الرئيسي أجاكسيو - باستيا.

## آثار
- جولة دو سيل والقلعة
- Église Sainte-Marie de Calvi

## روابط خارجية
- الموقع الرسمي باللغة الفرنسية

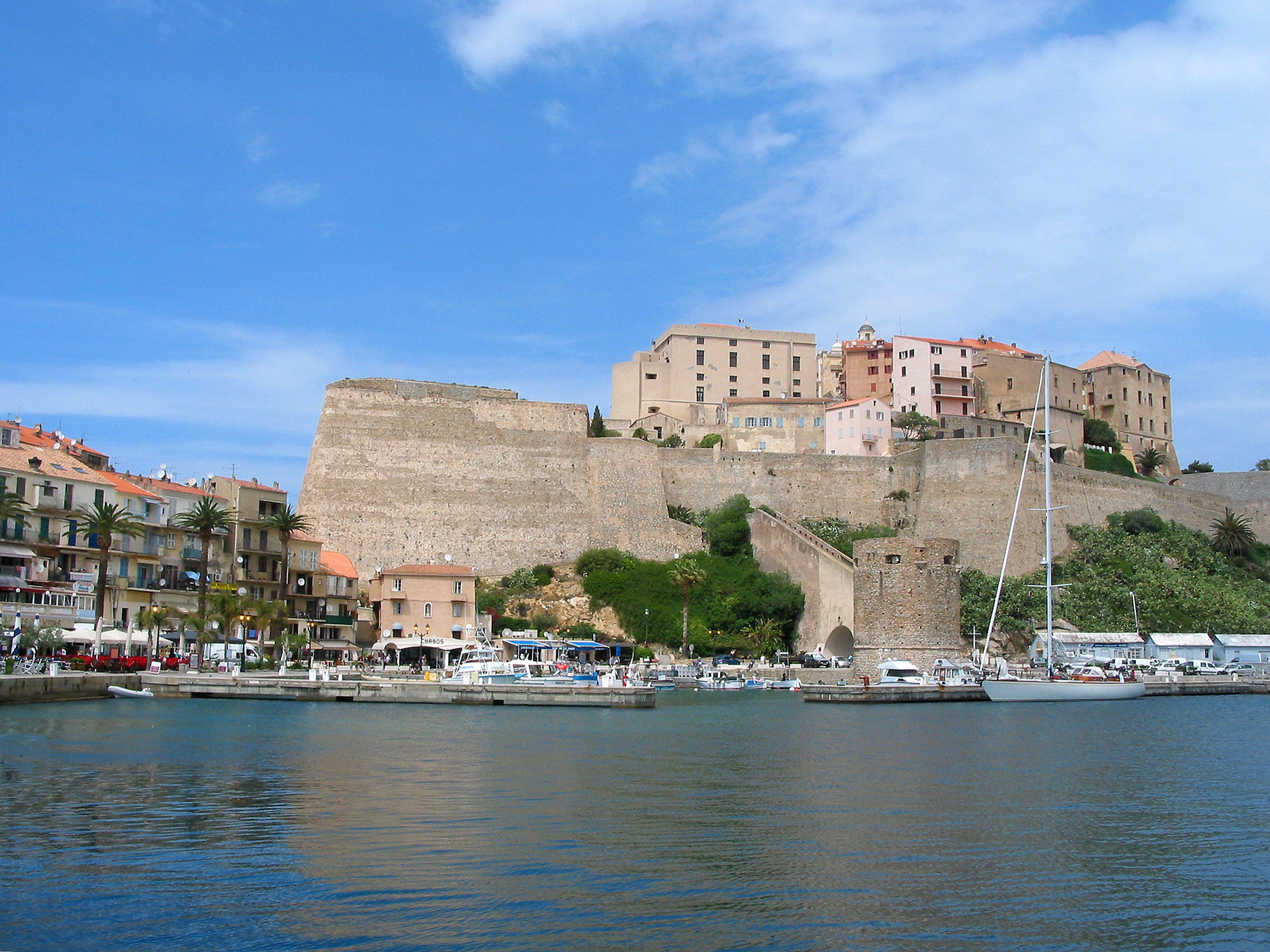
القلعة المرفئية من الميناء
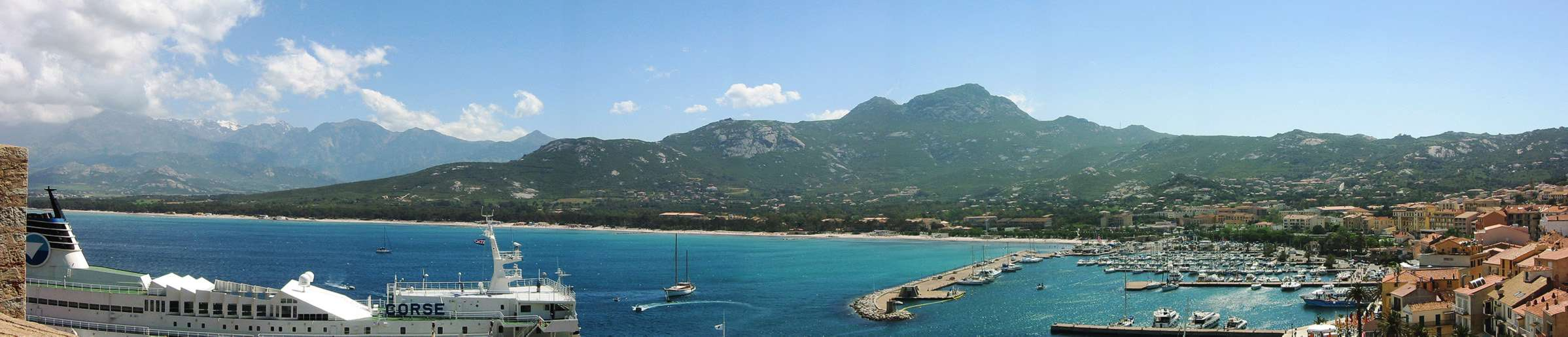
الميناء ، منظر بانورامي من القلعة
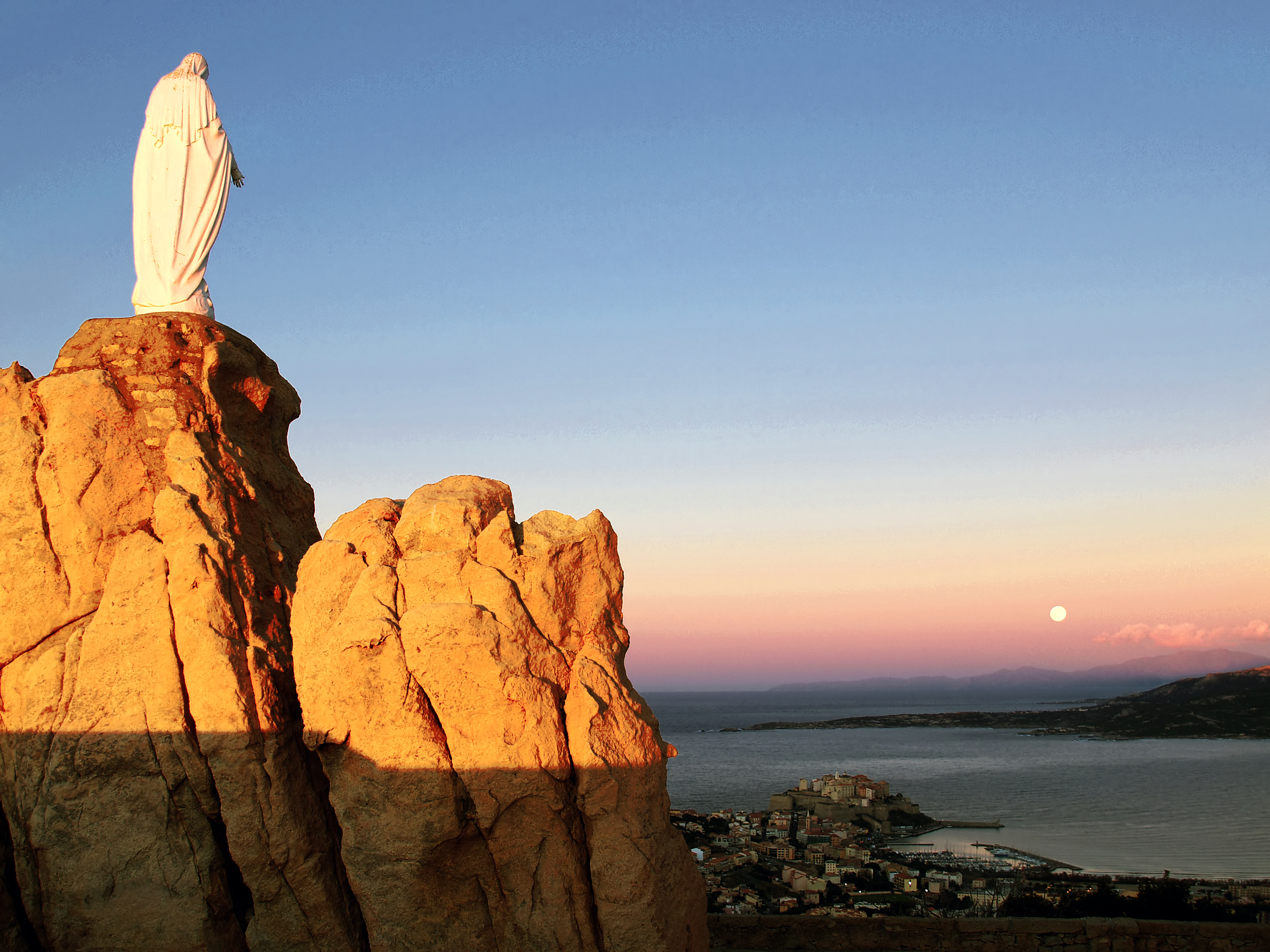
بانوراما كالفي
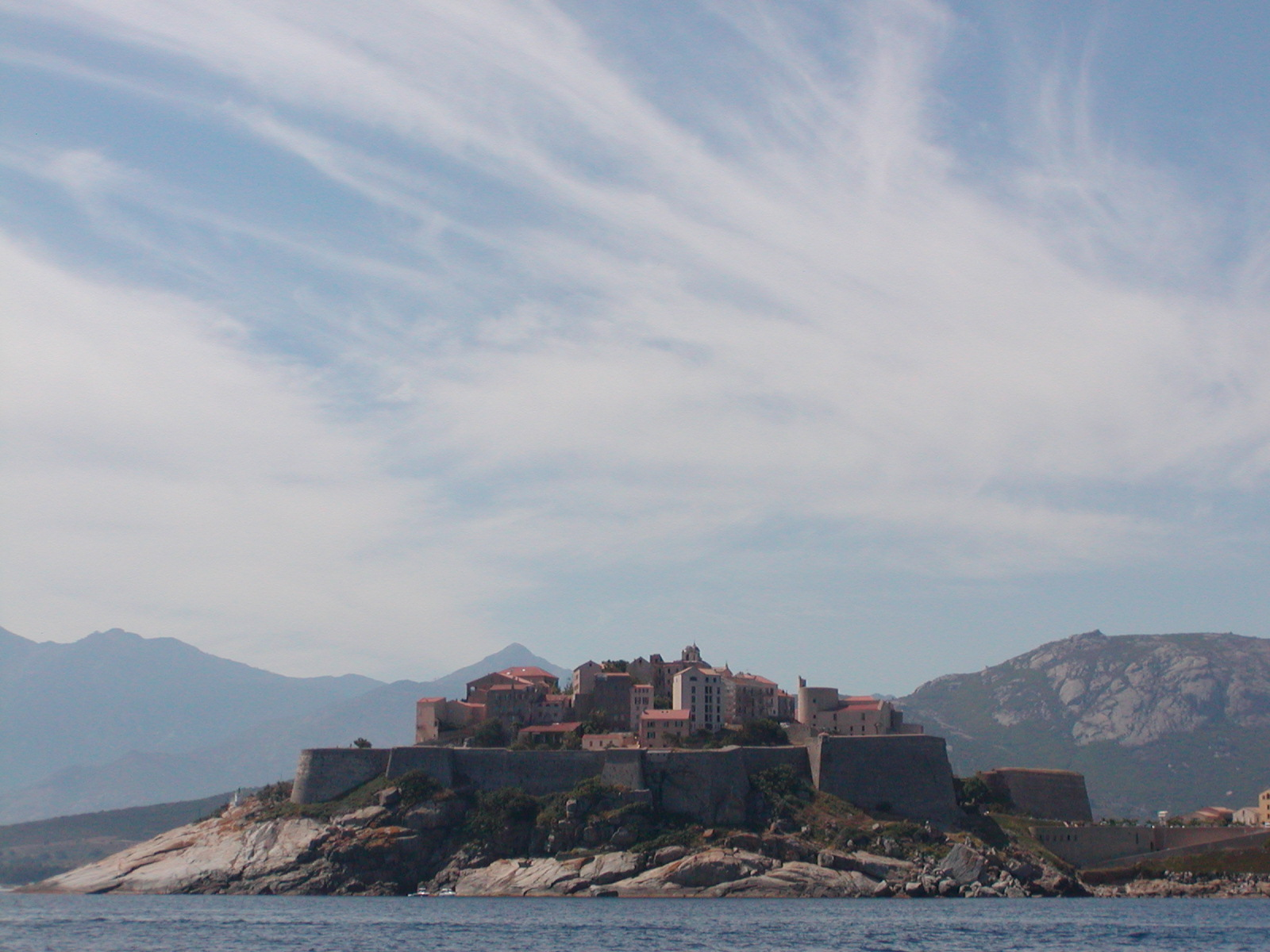
كالفي ينظر من البحر